# Patrol Craft Fast
Un Patrol Craft Fast (PCF) o Swift Boat è un motoscafo armato, tutto d'alluminio, prodotto dalla Sewart Seacraft per la Marina degli Stati Uniti usato durante la Guerra del Vietnam, per compiti di pattugliamento fluviale. Essi erano derivati da un modello commerciale usato per il Golfo del Messico all'epoca della sua adozione. Armati in genere con due Browning M2 binate da 12,7 e 2 da 7,62 mm oltre a un mortaio da 81 mm.